# Conveni d'Estocolm
El Conveni d'Estocolm sobre contaminants orgànics persistents (COP), signat el 2001 i que entrà en vigor el 2004, té com a objectiu protegir la salut humana i el medi ambient de substàncies químiques tòxiques que són resistents a la biodegradació, que s'acumulen en els organismes vius, es transporten a llargues distàncies, contaminen l'ambient i danyen la salut.
En l'àmbit de les substàncies químiques, és l'instrument legal més important en l'àmbit global pel fet que exigeix l'eliminació total del planeta de plaguicides que presenten característiques de COP. De fet, estableix la prohibició de fabricar i usar de nou plaguicides clorats i procediments per identificar nous COPs que es poden afegir a la llista inicial que estableix el Conveni.
- plaguicides: aldrín, clordà, DDT, dieldrina, endrina, heptaclor, mirex i toxafè
- químics industrials: hexaclorobenzè (HCB) i bifenils policlorats (PCB) i
- COPs produïts no intencionalment: dioxines i furans.

A aquests dotze tòxics (que foren anomenats en el seu temps 'la dotzena bruta'), els països membres del Conveni d'Estocolm van afegir nou l'any 2010 i vuit més fins al 2017. Alguns dels diversos compostos químics sobre els quals s'ha arribat a un acord no seran prohibits tots immediatament i, en alguns casos, es donarà un termini de dos a tres anys, de manera que les indústries en què s'utilitzin trobin alternatives. Per exemple:
- la clodercona.[5]
- l'hexabromobifenil.[6]
- l'èter de hexabromodifenil[7] i l'èter d' heptabromodifenil.[8]
- el lindà (amb una exempció específica per l'ús del lindà com a producte farmacèutic per a la salut humana per al control de la pediculosi i la sarna com a tractament de reserva),
- el pentaclorobenzè.[9]
- l'àcid sulfònic de perfluorooctà (PFOS), juntament amb les seves sals, i el fluorur de sulfonil perfluorooctà (PFOSF) (amb excepcions per a finalitats acceptables però amb el propòsit de reduir i, en última instància, eliminar la utilització o la producció, o ambdues coses, d'aquests productes químics).[10]
- l'èter de tetrabromodifenil[11] i l'èter de pentabromodifenil.[12]
- l'hexaclorobutadié.[13]
- el pentaclorofenol[14] i les seves sals i èsters.

El Comitè de revisió del Conveni ha recomanat la prohibició de l'àcid perfluorooctanoic, de les seves sals i dels productes industrials associats, decisió pendent de ser ratificada per la propera Conferència de països membres (2019).